# Mitry-Mory
Mitry-Mory is een gemeente in het Franse departement Seine-et-Marne (regio Île-de-France) en telt 16.869 inwoners (1999). De plaats maakt deel uit van het arrondissement Meaux.

## Geografie
De oppervlakte van Mitry-Mory bedraagt 29,9 km², de bevolkingsdichtheid is 564,2 inwoners per km².
De onderstaande kaart toont de ligging van Mitry-Mory met de belangrijkste infrastructuur en aangrenzende gemeenten.

## Demografie
Onderstaande figuur toont het verloop van het inwonertal (bron: INSEE-tellingen).

## Afbeeldingen

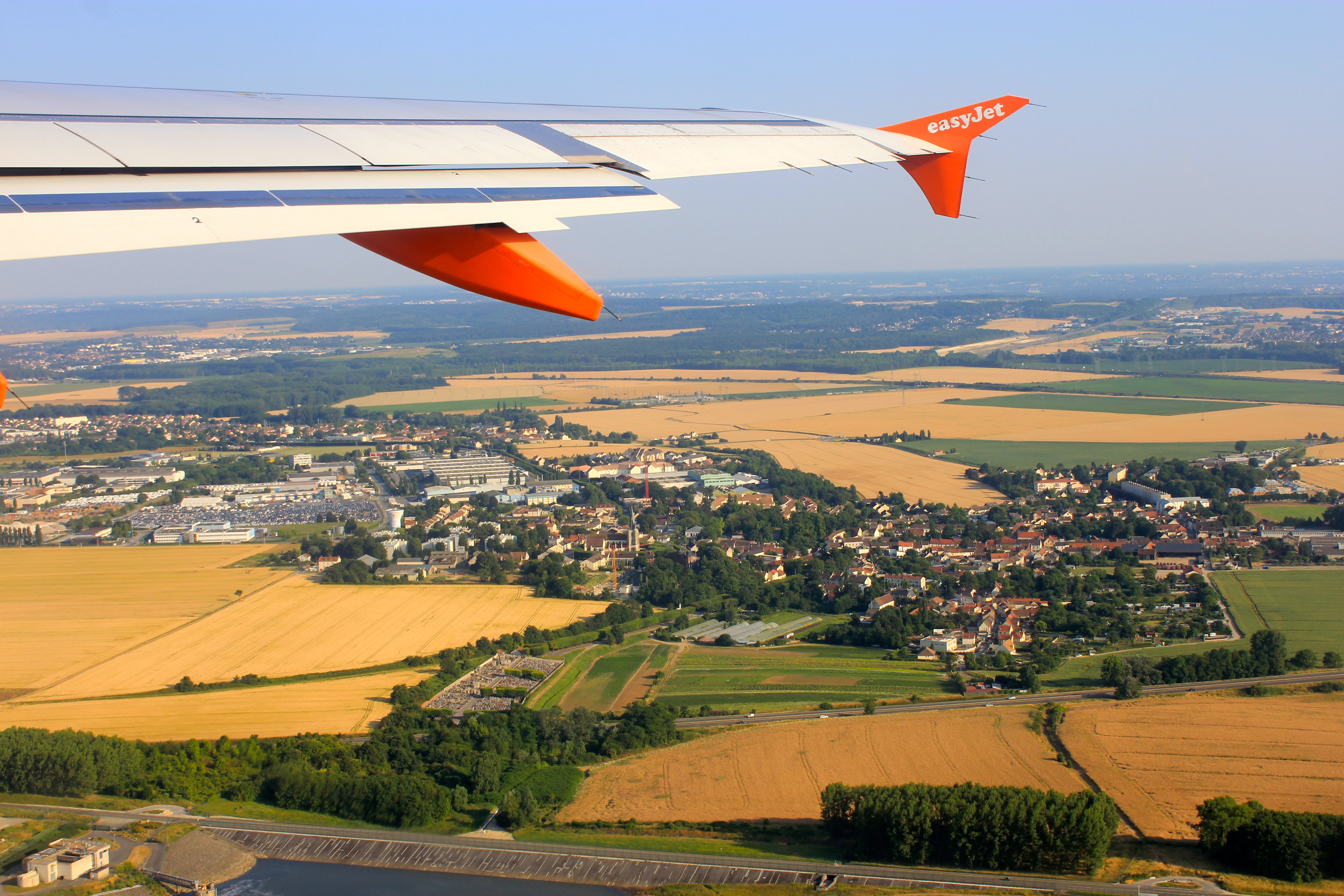
Gezicht op Mitry-Mory
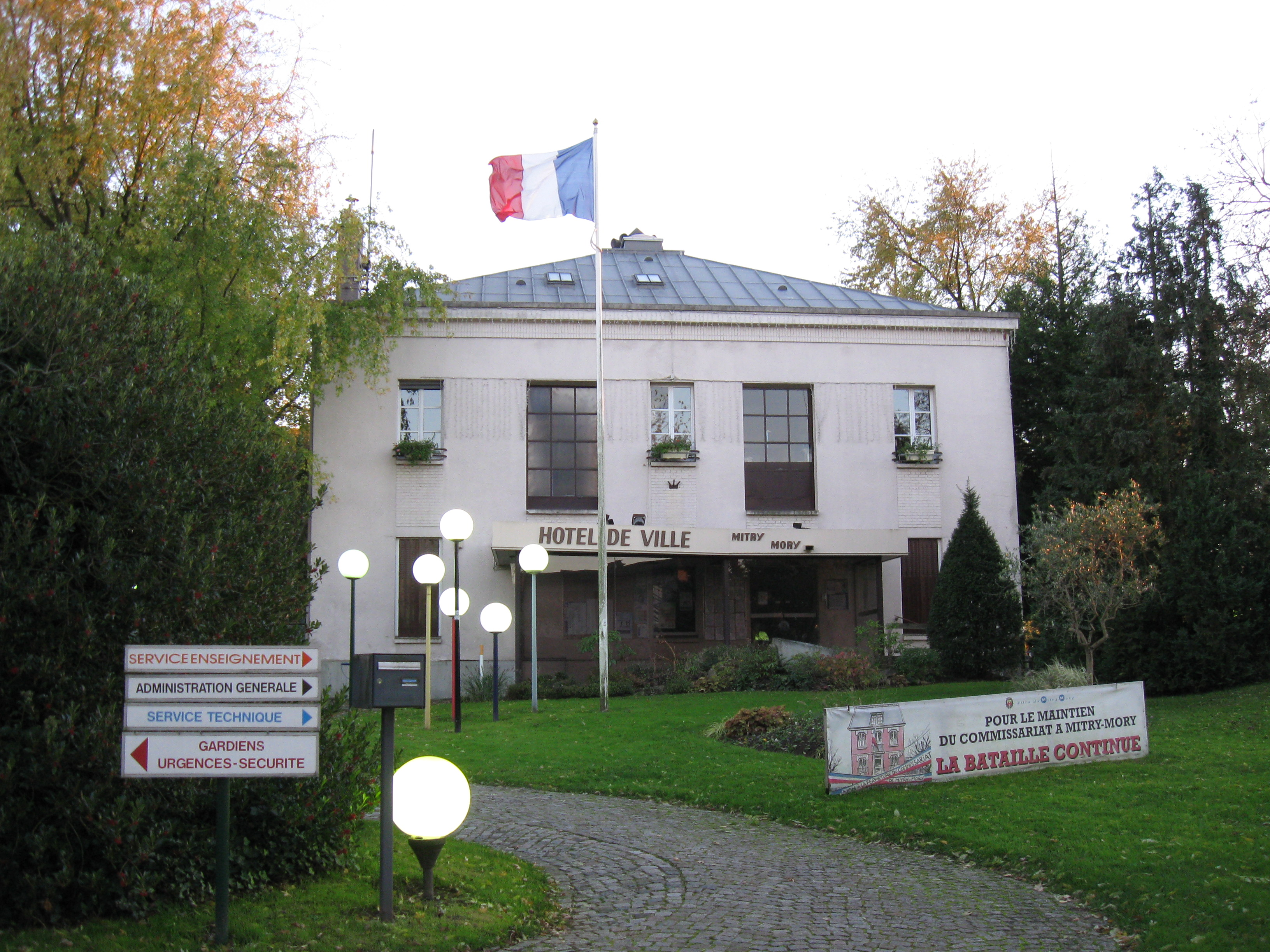
Gemeentehuis
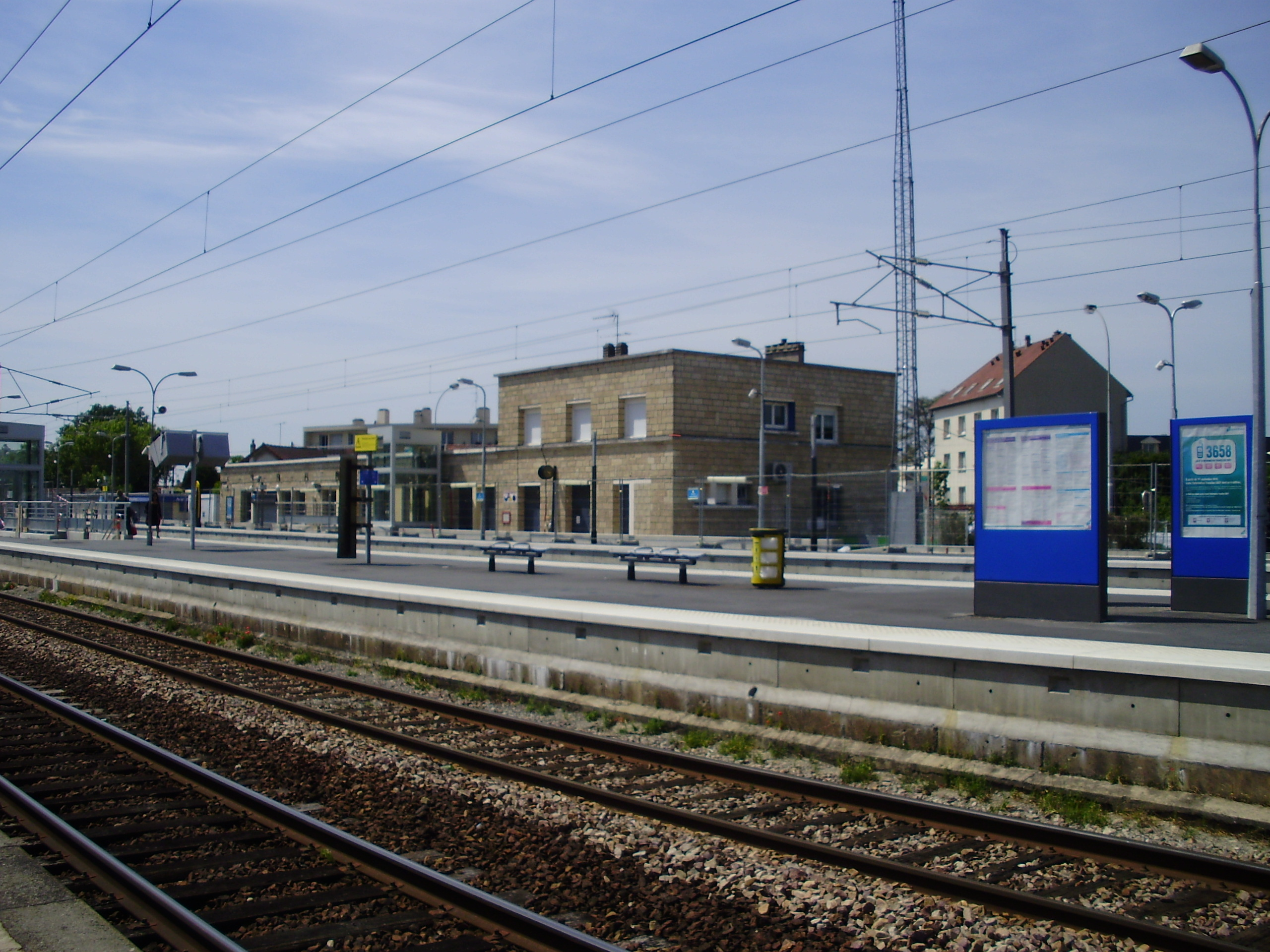
Station Villeparisis Mitry-le-Neuf
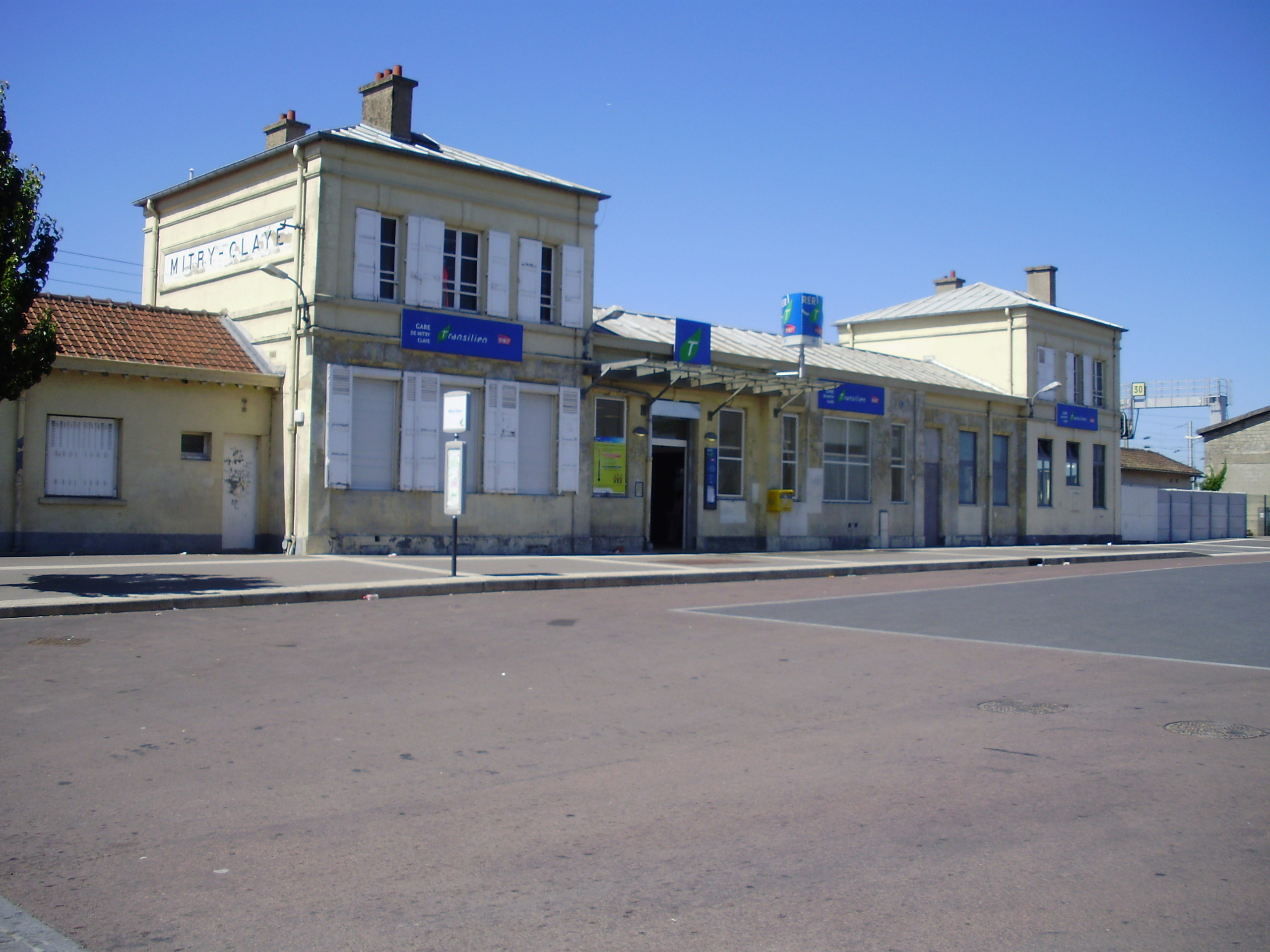
Station Mitry Claye